# 동명휴게소
동명휴게소(東明 休憩所, Dongmyeong Service Area)는 경상북도 칠곡군 동명면 춘천방향 휴게소의 주소는 경상북도 칠곡군 동명면 중앙고속도로 122, 부산방면에 위치한 휴게소는 경상북도 칠곡군 동명면 중앙고속도로 123이다. 중앙고속도로의 휴게소이다. 양방향 휴게소가 존재한다.

## 시설
- 휴게소 내 편의시설 : 수유실
- 주유소 : 알뜰주유소, E1(LPG충전소)
- 경정비소 : 없음
- 세차장 : 없음
- 화물휴게소 : 없음
- 전기차충전소